# Malombra
Pour plus de détails, voir Fiche technique et Distribution.

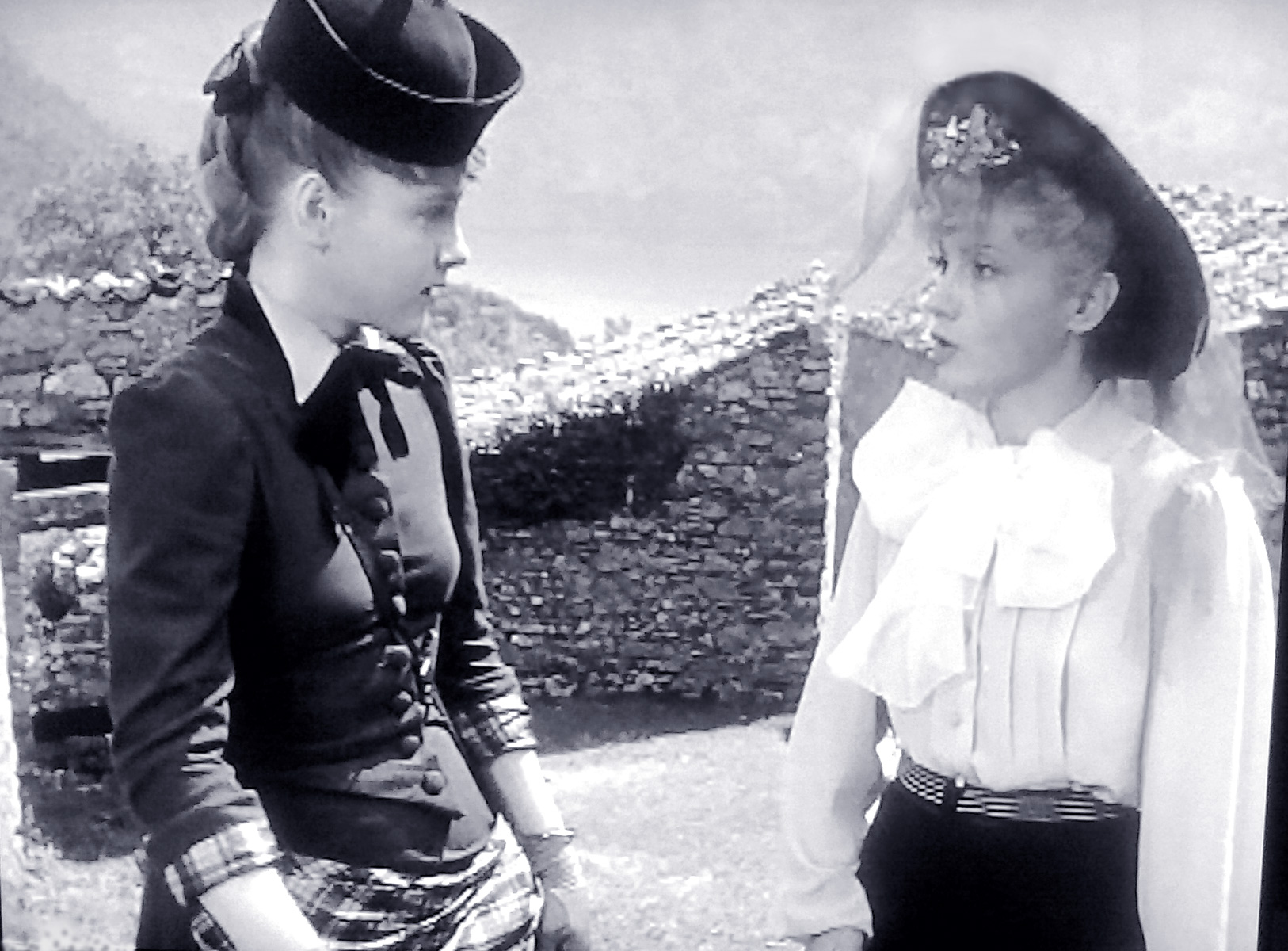
Irasema Dilián et Isa Miranda

Malombra (titre original : Malombra) est un film italien réalisé par Mario Soldati en 1942, adapté d'un roman d'Antonio Fogazzaro, écrit en 1881. Carmine Gallone en avait effectué une première version cinématographique muette en 1916, avec Lyda Borelli, dans le rôle-titre.

## Synopsis
Fin du XIXe siècle. Dans un château situé au bord d'un magnifique lac alpestre, la jeune et belle marquise Marina di Malombra, devenue orpheline désargentée, est recueillie par son oncle, le comte Cesare d'Ormengo, un homme sévère. Elle découvre dans sa chambre un manuscrit ayant appartenu à  la comtesse Cecilia devenue folle, et séquestrée par jalousie par son mari, le père de cet oncle. Elle se sent devenir la réincarnation de cécilia.  Plus tard Corrado Silla, un jeune écrivain sans succès, ayant écrit un roman sur la réincarnation des âmes, assure des fonctions de secrétaire sur la demande du comte ayant connu sa mère. 
Marina qui ne peut vivre sa vie fastueuse antérieure le méprise à son arrivée comme un domestique et un fils naturel du comte.  Puis Corrado, qui reconnait par une broche sa correspondante d'auteur, tombé amoureux de cette correspondante, s'enfuit précipitamment du château. La lecture du roman et la présence du manuscrit continue de hanter la marquise qui croit percevoir en son oncle la réincarnation de l'époux de Cecilia et en Corrado, celle de son amant. Le comte Cesare décède par arrêt cardiaque provoqué. Au cours de la cérémonie funèbre au palais, Marina di Malombra, en proie au délire de vengeance de Cécilia, tue Corrado qu'elle croit être le fils du comte. 
Elle s'embarque, ensuite, pour mourir dans le lac comme l'avait fait la comtesse Cecilia des années auparavant.

## Fiche technique
- Titre original : Malombra
- Titre en France : Malombra
- Réalisation : Mario Soldati
- Scénario : Mario Bonfantini, Renato Castellani, Ettore Margadonna, Tino Richelmy, M. Soldati, d'après le roman d'Antonio Fogazzaro
- Photographie : Massimo Terzano, noir et blanc
- Décors : Gastone Medin
- Costumes : Maria De Matteis
- Ensemblier : Gino Brosio
- Montage : Gisa Radicchi Levi (non créditée pour motifs raciaux)
- Musique : Giuseppe Rosati
- Régie : Valentino Brosio
- Production : Lux Film, Dino De Laurentiis
- Pays d'origine :  Royaume d'Italie
- Durée : 132 minutes (version exploitée en France : 94 minutes)
- Lieux de tournage : Studios Cinecittà, Rome / Valsolda et à la Villa Pliniana au bord du lac de Côme (Lombardie).
- Année de réalisation : 1942
- Année de diffusion en  France : 13 février 1948
- Genre : Film dramatique

## Distribution artistique
- Isa Miranda : marquise Marina di Malombra
- Andrea Checchi : Corrado Silla
- Gualtiero Tumiati : comte Cesare d'Ormengo
- Irasema Dilián : Edith Steinegge
- Giacinto Molteni : Andrea Steinegge
- Nino Crisman : Nepo Salvador
- Ada Dondini : Fosca Salvador
- Enzo Biliotti : commandant Vezza

## Commentaire
Malombra fut le premier roman publié par Antonio Fogazzaro et sa deuxième adaptation à l'écran - durant le régime fasciste de Mussolini - engendra ce qui constitue, sans doute, un des films les plus illustratifs du calligraphisme italien. « Ce mouvement, dans ce qu'il a de meilleur et de plus abouti, exprima une secrète hostilité envers la réalité sociale et politique ambiante, contre laquelle il tenta de prendre une sorte de revanche esthétique », rappelle fort opportunément Jacques Lourcelles. Les réalisateurs, initiateurs d'une telle tendance, tels Mario Soldati ou Renato Castellani, situèrent leurs œuvres dans le contexte du siècle antérieur. La plupart de leurs films décrivent des personnages repliés dans le souvenir et vivant dans la hantise du passé. L'héroïne de Malombra en est un exemple parfait. « Sa rêverie, ses fantasmes de réincarnation sont le produit de l'appauvrissement de son existence », juge Jacques Lourcelles. Elle est peinte, nous dit-il, « à un niveau psychanalytique et dans un climat d'intimité intense qui donnent au film sa modernité. Le réalisme et le fantastique s'y emmêlent dans une morbidité fascinante, dont le charme n'est pas près de s'éteindre. » Les décors et les paysages grandioses, filmés au bord du lac de Côme et éclairés par Massimo Terzano, concourent à créer une semblable atmosphère. Mais pour l'apprécier convenablement, il faut apprendre à « supporter la lenteur suppliciante du rythme, ce temps figé, cette mort lente qui absorbent les personnages comme l'eau dormante où vont se noyer Cecilia, puis la marquise de Malombra », conclut Jacques Lourcelles. Alida Valli, déjà sollicitée pour Le Mariage de minuit (Piccolo mondo antico), fut pressentie pour le rôle principal. Mais elle fut remplacée, au grand dam de Mario Soldati, par Isa Miranda qui trouva, cependant, dans cette incarnation la cristallisation de sa propre carrière et d'une époque du cinéma italien. Freddy Buache considère, pour sa part, que Mario Soldati dirige « Isa Miranda, en se souvenant des attitudes et de l'emphase que caractérisait, dans le cinéma italien muet, le jeu de la diva. D'où naît un frémissement romantique lisible dans l'architecture des images, dans les gros plans du visage de l'actrice et dans une symbolisation sentimentale des objets. » 
Plusieurs participants au film parlent de leur travail sur Malombra, dans l'ouvrage de Francesco Savio: Cinecittà anni trenta (3 volumes, chez Bulzoni Editore, Rome, 1975).